# Huemulita
La huemulita és un mineral de la classe dels òxids que pertany al grup de la pascoïta. Rep el nom de la mina Huemul, a l'Argentina, la seva localitat tipus.

## Característiques
La huemulita és un òxid de fórmula química Na₄MgV⁵⁺₁₀O₂₈(H₂O)₂₀·4H₂O. Es tracta d'una espècie aprovada per l'Associació Mineralògica Internacional, i publicada per primera vegada el 1966. Cristal·litza en el sistema triclínic. La seva duresa a l'escala de Mohs es troba entre 2,5 i 3.
Segons la classificació de Nickel-Strunz, la huemulita pertany a «04.HG: V[5+, 6+] vanadats. Òxids de V sense classificar» juntament amb els següents minerals: fervanita, navajoïta, vanalita, vanoxita, simplotita, delrioïta, metadelrioïta, barnesita, hendersonita, grantsita, lenoblita i satpaevita.
L'exemplar que va servir per a determinar l'espècie, el que es coneix com a material tipus, es troba conservat a les col·leccions mineralògiques del Museu Nacional d'Història Natural, l'Smithsonian, situat a Washington DC (Estats Units), amb el número de registre: 120076.

## Formació i jaciments
Va ser descoberta a la mina Huemul, situada al districte miner de Pampa Amarilla, al departament de Malargüe (Província de Mendoza, Argentina). També ha estat descrita a les mines d'Agua Botada, molt properes a la localitat tipus, així com en altres indrets dels Estats Units i Europa. Als territoris de parla catalana ha estat descrita a la mina Eureka, situada al municipi de La Torre de Cabdella, a la comarca del Pallars Jussà (Lleida).